# خرفخانه لار
خرفخانه لار مربوط به دوره قاجار است و در لار، دهکویه واقع شده و این اثر در تاریخ ۱۹ مرداد ۱۳۸۴ با شمارهٔ ثبت ۱۲۷۲۵ به‌عنوان یکی از آثار ملی ایران به ثبت رسیده است.